# 照応解析
照応解析（しょうおうかいせき、英語: reference resolution）とは、照応詞（代名詞や指示詞など）の指示対象を推定したり、省略された名詞句（ゼロ代名詞）を補完する処理のこと。照応は文と文の間にまたがった構造なので、照応解析は談話解析の一種である。
たとえば、日本語では主語の省略が頻繁に起こるため、照応解析をせずに日本語から他の言語への機械翻訳をすると、意味の通らない文に翻訳されてしまうことがある。このように照応解析は自然言語処理における重要な課題の一つであるが、意味に踏み込まない処理には限界があるため、構文解析に比べて高精度な解析の実現が困難である。